# Champ Car Series 1992
De Champ Car Series 1992 was het veertiende CART kampioenschap dat gehouden werd tussen 1979 en 2007. Het werd gewonnen door Bobby Rahal. De Indianapolis 500 race werd gewonnen door Al Unser Jr., zijn oom en viervoudig Indianapolis winnaar Al Unser Sr. werd derde. Belgisch coureur Eric Bachelart werd met 11 punten achttiende in de eindstand van het kampioenschap.

## Races
|    | Datum        | Circuit                         | Winnaar            | Tweede             | Derde              | Pole position      |
| 1  | 22 maart     | Surfers Paradise                | Emerson Fittipaldi | Rick Mears         | Bobby Rahal        | Al Unser Jr.       |
| 2  | 5 april      | Phoenix International Raceway   | Bobby Rahal        | Eddie Cheever      | Emerson Fittipaldi | Michael Andretti   |
| 3  | 12 april     | Stratencircuit Long Beach       | Danny Sullivan     | Bobby Rahal        | Emerson Fittipaldi | Michael Andretti   |
| 4  | 24 mei       | Indianapolis Motor Speedway     | Al Unser Jr.       | Scott Goodyear     | Al Unser Sr.       | Roberto Guerrero   |
| 5  | 7 juni       | Belle Isle Park                 | Bobby Rahal        | Raul Boesel        | Stefan Johansson   | Michael Andretti   |
| 6  | 21 juni      | Portland International Raceway  | Michael Andretti   | Emerson Fittipaldi | Al Unser Jr.       | Emerson Fittipaldi |
| 7  | 28 juni      | Milwaukee Mile                  | Michael Andretti   | Bobby Rahal        | Scott Brayton      | Bobby Rahal        |
| 8  | 5 juli       | New Hampshire Motor Speedway    | Bobby Rahal        | Michael Andretti   | Scott Goodyear     | Bobby Rahal        |
| 9  | 19 juli      | Stratencircuit Toronto          | Michael Andretti   | Bobby Rahal        | Danny Sullivan     | Bobby Rahal        |
| 10 | 2 augustus   | Michigan International Speedway | Scott Goodyear     | Paul Tracy         | Raul Boesel        | Mario Andretti     |
| 11 | 9 augustus   | Cleveland                       | Emerson Fittipaldi | Michael Andretti   | Al Unser Jr.       | Emerson Fittipaldi |
| 12 | 23 augustus  | Road America                    | Emerson Fittipaldi | Al Unser Jr.       | Bobby Rahal        | Paul Tracy         |
| 13 | 30 augustus  | Stratencircuit Vancouver        | Michael Andretti   | Al Unser Jr.       | Stefan Johansson   | Michael Andretti   |
| 14 | 13 september | Mid-Ohio Sports Car Course      | Emerson Fittipaldi | Paul Tracy         | Al Unser Jr.       | Michael Andretti   |
| 15 | 4 oktober    | Nazareth Speedway               | Bobby Rahal        | Michael Andretti   | Paul Tracy         | Michael Andretti   |
| 16 | 18 oktober   | Laguna Seca                     | Michael Andretti   | Mario Andretti     | Bobby Rahal        | Michael Andretti   |

## Eindrangschikking (Top 10)
| Rank | Rijder             | Ptn |
| ---- | ------------------ | --- |
| 1.   | Bobby Rahal        | 196 |
| 2.   | Michael Andretti   | 192 |
| 3.   | Al Unser Jr.       | 169 |
| 4.   | Emerson Fittipaldi | 151 |
| 5.   | Scott Goodyear     | 108 |
| 6.   | Mario Andretti     | 105 |
| 7.   | Danny Sullivan     | 99  |
| 8.   | John Andretti      | 94  |
| 9.   | Raul Boesel        | 80  |
| =    | Eddie Cheever      | 80  |

1979 · 
1980 ·
1981 ·
1982 ·
1983 ·
1984 ·
1985 ·
1986 ·
1987 ·
1988 ·
1989 ·
1990 ·
1991 ·
1992 ·
1993 ·
1994 ·
1995 ·
1996 ·
1997 ·
1998 ·
1999 ·
2000 ·
2001 ·
2002 ·
2003 ·
2004 ·
2005 ·
2006 ·
2007